# Szeląg (Poznań)

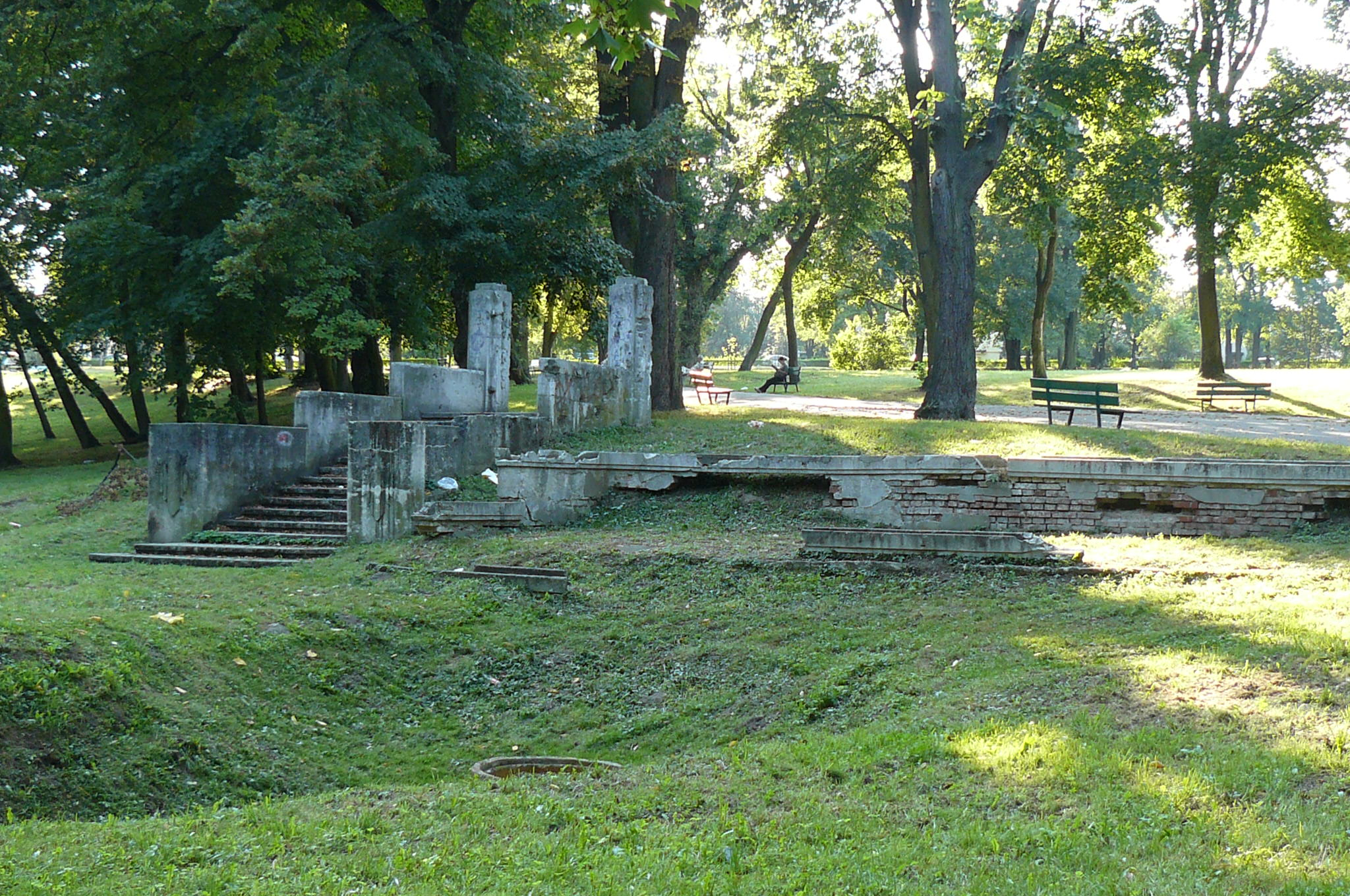
Park Szelągowski

Szeląg – część (zwyczajowo nazywana dzielnicą) Poznania, a jednocześnie obszar Systemu Informacji Miejskiej położony na osiedlu samorządowym Osiedle Stare Winogrady. Leży na lewym brzegu Warty między rzeką a Wzgórzem Winiarskim.

## Granice
Wedle Systemu Informacji Miejskiej jednostka obszarowa Szeląg mieści się w granicach:
- od wschodu i południa: rzeką Wartą od mostu Lecha do ulicy Szelągowskiej na wysokości ulicy Winogrady,
- od zachodu: ulicą Szelągowską i Naramowicką,
- od północy: ulicą Serbską i Lechicką[1]

## Nazwa
Nazwa wywodzi się od Mikołaja Schilinga, który w XVI wieku założył folwark na terenie wsi miejskiej Winiary. 

## Historia
W Szelągu odnaleziono najstarsze ślady pobytu człowieka na obszarze dzisiejszego Poznania sprzed około 10 tysięcy lat. Są to wyroby krzemienne tak zwanych kultur mazowszańskich. Znaleziono tu także pozostałości kultur: ceramiki wstęgowej, sznurowej, amfor kulistych i pucharów lejkowatych (4000–1700 lat p.n.e.). Istnieje tu również cmentarzysko z I w n.e. W XIII wieku funkcjonowała na terenie Szeląga wieś książęca Szydłów, wymieniona w dokumencie lokacyjnym Poznania z 1253 roku. W 1760,  podczas wojny siedmioletniej, Szeląg został zniszczony przez armię rosyjską.
W końcu XIX i na początku XX wieku był miejscem spacerów i majówek. Od czasu budowy Fortu Winiary w 1. połowie XIX w. nad brzegiem Warty istniał park-ogród, później powstała restauracja Szeląg. W 1895 na torze szelągowskim zorganizowano (z inicjatywy Radfahrer-Verein Posen) pierwsze w mieście wyścigi kolarskie. Po odzyskaniu niepodległości na Szeląg przeniosło (z Sołacza) swoją siedzibę poznańskie Bractwo Kurkowe. W roku 1923 uruchomiono strzelnicę Bractwa. Do okresu międzywojennego funkcjonowała wojskowa kolej wąskotorowa, która łączyła Szeląg (Fort Winiary) z osadą wojskową w Biedrusku.
Park uległ zniszczeniu podczas zdobywania Fortu Winiary w 1945 roku. Teren Szeląga włączono w administracyjne granice Poznania w 1925 roku. W latach 30. XX w. prof. Józef Gołąb prowadził tu badania otoczaków, tkwiących w glinie morenowej. 
W latach 70. XX wieku istniała koncepcja powiązania Szeląga z Drogą Dębińską za pomocą tzw. Trasy Piastowskiej. 
Szeląg do 1990 r. należał do dzielnicy administracyjnej Stare Miasto. Od 1992 r. należy do osiedla samorządowego Stare Winogrady.

## Zabudowa
- Dom Weterana (1969–1972), proj. Zygmunt Skupniewicz, Witold Milewski i Lech Sternal
- Park Szelągowski
- biurowce Allianz przy ul. Szelągowskiej